# Carlos Cazorla
Carlos Cazorla Medina (ur. 7 grudnia 1977 w Las Palmas) – hiszpański koszykarz, występujący na pozycji silnego skrzydłowego.

## Osiągnięcia
Na podstawie, o ile nie zaznaczono inaczej.
Drużynowe
- Mistrz:
  - Pucharu Europy (1996)
  - Hiszpanii juniorów (1995)
- Wicemistrz:
  - Pucharu Europy (1994, 1995)
  - Hiszpanii (1998)
  - II ligi hiszpańskiej LEB Oro (2009)
- Zdobywca pucharu:
  - Hiszpanii (1995)
  - II ligi hiszpańskiej (2009)
- Finalista pucharu Hiszpanii (1994)

Indywidualne
- MVP kolejki ACB (29 – 1998/1999, 23 – 2000/2001)

Reprezentacja
- Mistrz igrzysk śródziemnomorskich (2001)
- Brązowy medalista uniwersjady (1999)